# Batuque
El batuque és un gènere musical i de dansa originari de Cap Verd.

## Gènere musical

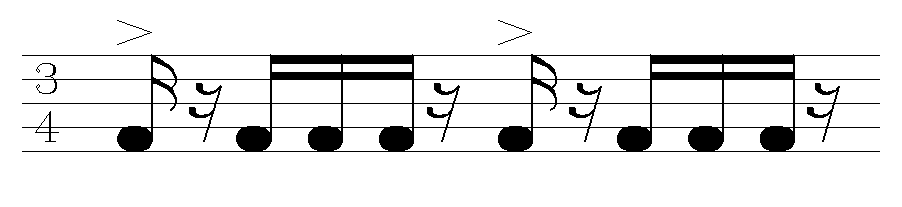
Model rítmic del batuque, ± 112 bpm

Com a gènere musical, el batuque es caracteritza per tenir un tempo andante, amb un compàs 6/8 o 3/4, i tradicionalment melòdic, és a dir, només cantat; no té acompanyament polifònic. Quan es compara amb altres gèneres musicals de Cap Verd, el batuque té una estructura de crida i resposta, i és l'únic gènere polirítmic. De fet, si se n'analitza el ritme, hom troba que té un ritme ternari sobre un ritme binari.
En la seva forma tradicional, el batuque està organitzat com si fos un crescendo. Està estructurat en dos moviments:
Antigament, la música començava amb una introducció de cimboa, que proporcionava la línia musical de base. Actualment ja no es fa servir aquest instrument. El primer moviment s'anomena, en crioll, galion [ɡɐliˈõ]. En aquest moviment, una de les intèrprets (anomenades batukaderas [bɐtukɐˈdeɾɐs]) executa un ritme polirítmic, mentre que la resta realitza un ritme binari, picant les mans o una peça de roba. La cantant principal (anomenada kantadera proféta [kɐ̃tɐˈdeɾɐ pɾoˈfɛtɐ]) canta un vers que la resta de cantants (anomenades kantaderas di kunpanha [kɐ̃tɐˈdeɾɐs di kũˈpaɲɐ]) repeteix immediatament, en una intervenció anomenada ronca baxon [ˈʀõkɐ bɐˈʃõ], a l'uníson. Aquests versos, que tracten sobre una varietat de temes com homenatges a personalitats, crítica social o escenes quotidianes, s'anomenen finason [finɐˈsõ]. Aquesta estructura de crida i resposta continua fins al segon moviment.
El segon moviment rep el nom de txabéta [tʃɐˈbɛtɐ]. Aquest moviment correspon a un clímax orquestral, en el qual totes les intèrprets realitzen el mateix ritme polirítmic, i totes interpreten el mateix vers a l'uníson, que serveix de tornada.
En l'actualitat, els compositors recents estructuren el batuque d'una manera diferent. La música es recolza en un suport polifònic (seqüències d'acords), i presenta una estructura similar a la d'altres gèneres musicals de Cap Verd, on les estrofes musicals s'alternen amb la tornada.

## Dansa
Com a dansa, el batuque tradicional segueix un ritual precís.
En una sessió de batuque, un grup d'intèrprets (habitualment només dones) s'arrepleguen en cercle en un escenari anomenat terreru [teˈʀeɾu]. No cal que aquest escenari sigui un lloc especial; pot ser un pati d'una casa o una plaça pública, per exemple.
La peça musical comença amb les intèrprets (que alhora poden o no ser batukaderas i kantaderas) executant el primer moviment, mentre que una de les components es desplaça al centre per realitzar el ball. En aquest primer moviment, la dansa s'executa només amb moviments del cos, amb un moviment altern de les cames, que segueixen el ritme.
En el segon moviment, mentre que les cantants interpreten la cançó a l'uníson, la ballarina canvia les seves evolucions. Ara, el ball (anomenat da ku tornu [dɐ ku ˈtoɾnu]) es realitza amb un moviment de maluc, mitjançant una ràpida flexió dels genolls, acompanyant el ritme.
Quan finalitza la cançó, la ballarina torna al cercle i una altra pren el seu lloc, per interpretar una altra cançó. Aquestes actuacions poden continuar durant hores, fins que finalitza la sessió de batuque.

## Història
El batuque és, probablement, el gènere musical més antic de Cap Verd, però només n'hi ha registres escrits a partir del segle xix. Actualment només es troba a l'illa de Santiago; tot i això, hi ha indicis de què el batuque va existir a totes les illes de Cap Verd.
Segons Carlos Gonçalves, el batuque no és un gère musical originat al continent africà. Podria ser una adaptació d'una dansa africana que posteriorment hauria desenvolupat les seves pròpies característiques a Cap Verd.
L'administració i l'Església portugueses sempre havien estat hostils al batuque, en considerar-lo "africà", però durant la vigència de l'Estat Nou aquesta hostilitat era major. Fins i tot, el batuque havia estat prohibit als centres urbans, i era un gènere musical en extinció durant la dècada de 1950.
Després de la independència, hi ha hagut interès en la recuperació d'alguns gèneres musicals. Durant la dècada de 1990, el batuque va experimentar un ressorgiment amb compositors joves (com Orlando Pantera, Tcheka o Vadú), que en van realitzar investigacions i van donar una nova forma al batuque, interpretat per cantants joves, com Lura, Mayra Andrade o Nancy Vieira.

## Significat
Originàriament, el batuque tenia un significat social concret. S'interpretava en dies de festa, en certes ocasions cerimonials, i abans i durant els casaments. Alguns estudiosos especulen amb el fet que els moviments de la dansa del batuque té un significat sexual, i que l'objectiu era fomentar la fertilitat de la núvia.
Actualment, el batuque ha perdut el seu significat original. S'ha transformat en un espectacle per als escenaris, i s'interpreta en actes oficials, en festes, o fins i tot alguns grups l'interpreten per oferir un exemple del folklore de Cap Verd.

## Exemples debatuques
- «Batuco» de Bulimundo
interpretat per Bulimundo a l'àlbum «Batuco» (ed. Black Power Records, Rotterdam, Ref. Lp 2233 — 1981)
- «Maria Júlia» de Gil Semedo
interpretat per Gil & The Perfects a l'àlbum «Verdadi» (ed. GIVA, ? — 1996)
- «Rabóita di Rubõ Manel» d'Orlando Pantera
interpretat per Lura a l'àlbum «Di korpu ku alma» (ed. Lusáfrica, París — 2004)
- «Dispidida» d'Orlando Pantera
interpretat per Mayra Andrade a l'àlbum «Navega» (ed. ?, ? — 2006)
- «Nha kumadri» de Lateral e Rolando Semedo
interpretat per Nancy Vieira a l'àlbum «Lus» (Light) (ed. HM Música, Lisboa — 2007)